# Torreperogil (kommunhuvudort)
Torreperogil är en kommunhuvudort i Spanien.   Den ligger i provinsen Provincia de Jaén och regionen Andalusien, i den centrala delen av landet, 270 km söder om huvudstaden Madrid. Torreperogil ligger 756 meter över havet och antalet invånare är 6 786.
Terrängen runt Torreperogil är huvudsakligen kuperad, men västerut är den platt. Torreperogil ligger uppe på en höjd. Runt Torreperogil är det ganska tätbefolkat, med 54 invånare per kvadratkilometer. Närmaste större samhälle är Úbeda, 7,5 km väster om Torreperogil. Trakten runt Torreperogil består till största delen av jordbruksmark.